# فرودگاه پرون سن کوئنتن
 فرودگاه پرون سن کوئنتن (به انگلیسی: Peronne-St Quentin Airport) یک فرودگاه با کد یاتا XSJ است که یک باند فرود کامپوزیت دارد و طول باند آن ۱۳۹۰ متر است. این فرودگاه در کشور فرانسه قرار دارد و در ارتفاع ۱۴۳ متری از سطح دریا واقع شده است.